# Kot cejloński
Kot cejloński – rasa kota z wyspy Cejlon. 

## Historia
Rasa pochodzi ze Sri Lanki, czyli z wyspy Cejlon, stąd jej nazwa. Nie wiadomo jak ona powstała, istnieją jedynie teorie na ten temat. Jedna mówi, że kot cejloński jest rasą naturalną, a inna, że powstał w wyniku krzyżowania się różnych zwierząt, głównie kotów singapurskich. Cejlończyk został odkryty w 1984 r. przez mediolańskiego weterynarza Paolo Pellegattę i oficjalnie sprowadzony do Włoch. Kot szybko zyskał miłośników. W listopadzie 1889 r. organizacja felinologiczna FIFe uznała go za przedstawiciela nowej rasy.

## Wygląd
Kot od małych do średnich rozmiarów o muskularnej, krępej sylwetce. Szkielet delikatny, nogi cienkie w stosunku do reszty ciała, tylne łapy dłuższe od przednich. Klatka piersiowa wypukła i szeroka, ogon krótki, gruby u nasady. Na głowie znajdują się wielkie kości policzkowe i policzki, mały nos i wysoko osadzone, dość duże uszy. Czoło i czaszka płaskie. Oczy migdałowe, mogą być żółte albo zielone. Ich wielki rozmiar oraz szerokie rozstawienie nadaje kotu rozmarzony wyraz twarzy.

## Szata i umaszczenie
Futro jedwabiste, krótkie, z małą ilością podszycia. Kolorem zasadniczym przypomina futro abisyńczyka: waha się on od odcienia złocistego poprzez kolory piaskowe aż do beżu. Na bokach, grzbiecie, ogonie i górnych częściach kończyn występują ciemniejsze prążki typu agui. Na brzuchu są one jaśniejsze. Tam też pojawiają się cętki. Górna strona ciała jest ciemniejsza, spód ma szarobiały kolor. Jedną z cech rozpoznawczych rasy jest charakterystyczny wzór na szyi przypominający naszyjnik.

## Charakter
Miły, zrównoważony kot. Chętnie towarzyszy człowiekowi. Jest bardzo aktywny ruchowo i lubi wspinaczki. Akceptuje obecność innych zwierząt w domu i żyje z nimi bezkonfliktowo.